# Beaufort Range
Die Beaufort Range ist ein Gebirgsketten-Abschnitt im südlichen Teil von Vancouver Island, British Columbia, Kanada. Sie liegt nördlich von Port Alberni im Alberni Valley und westlich von Qualicum Beach. Beaufort Range umfasst ein Gebiet von 647 km2 und gehört zu den Vancouver Island Ranges, die ihrerseits wiederum Teil der Insular Mountains sind.
Der höchste Berg im Beaufort Range ist der Mount Joan mit einer Höhe von 1556 m (5105 ft)
Benannt ist die Gebirgskette nach Francis Beaufort, einem Hydrografen der britischen Admiralität.